# Danuta Mancewicz
Danuta Zofia Mancewicz (ur. 24 listopada 1922 w Bydgoszczy, zm. 6 stycznia 2008 w Warszawie) – polska aktorka teatralna i korepetytor dykcji. Pionierka dubbingu. Jej głos znały miliony dzieci w PRL-u. Czytała w telewizji kultową bajkę pt. Gąska Balbinka. Użyczyła głosu też jednemu z chłopców w filmie O dwóch takich, co ukradli księżyc, Bolkowi w Wielkiej Podróży Bolka i Lolka – pierwszym polskim pełnometrażowym filmie animowanym, który miał ponad 8,5 miliona widzów. Żadna polska animacja do dziś nie pobiła tego rekordu. Jej ciepły, dźwięczny i młody głos przez całe lata wykorzystywali producenci bajek i filmów dla dzieci. Na drugim roku studiów w PWST wygrała konkurs na spikerkę Polskiego Radia, z którym współpracowała przez 75 lat. Największą popularność przyniosła jej audycja Kazimierza Rudzkiego „Wesoły kramik". Danuta była młodszą siostrą tancerki Haliny Mancewicz wykonującej na scenach taniec indywidualny/wyzwolony, który był sztuką w latach 30. XX w., tworem swojej epoki i który odszedł wraz z nią.

## Życiorys
Córka pułkownika Wacława Mancewicza i Jadwigi z Ossowskich, siostra tancerki Haliny Mancewiczówny. W działalność konspiracyjną zaangażowała się w 1940, początkowo jako łączniczka plutonu w zgrupowaniu Kotłownia, przeszła szkolenie wojskowe i sanitarne. Od marca 1943 była łączniczką w Kedywie Okręgu Warszawskiego Armii Krajowej (pseud. Danusia, Grażyna). Równocześnie pobierała lekcje aktorstwa u Zofii Małynicz i Henryka Ładosza w Ognisku Rady Głównej Opiekuńczej. Początek powstania warszawskiego spędziła w Śródmieściu, 6 sierpnia 1944 była w grupie, która przedostała się na Wolę. W dniach 13-15 sierpnia 1944 uczestniczyła w organizowaniu szpitala polowego na ulicy Podwale. W nocy z 30 na 31 sierpnia była w grupie, która przedostała się ze Starego Miasta do Śródmieścia. Od 5 września walczyła na Górnym Mokotowie, w nocy z 16 na 17 września 1944 przeprawiła się łódką z rannymi na drugą stronę Wisły (ranna - trafiona kulą już w łódce na środku rzeki). W styczniu 1945 r. wraz z Zofią Czechowską wróciła po zamarzniętej Wiśle na Żoliborz. Relacja Danuty z udziału w Powstaniu na stronach Muzeum Powstania Warszawskiego. Ukończyła w 1948 PWST w Warszawie (z siedzibą w Łodzi). W swej karierze najbardziej znana jako aktorka głosowa. Użyczyła głosu Lolkowi w filmach z serii Bolek i Lolek, postaciom z dobranocki Przygody Gąski Balbinki oraz Plackowi w filmie O dwóch takich, co ukradli księżyc. Wystąpiła też w kilku epizodycznych rolach filmowych, ostatnia jej rola to babcia Bogusia w serialu M jak miłość. Odcinek, w którym wystąpiła, miał swoją premierę dwa dni po jej śmierci.

## Teatr
1947–1949 Teatr Wojska Polskiego, Łódź stanowisko: aktorka
1949–1951 Teatr Nowy, Łódź stanowisko: aktorka
1952–1955 Teatr Syrena, Warszawa stanowisko: aktorka
1955–1957 Teatr Młodej Warszawy, Warszawa stanowisko: aktorka
1955–1956 Teatr Powszechny, Warszawa stanowisko: aktorka
1957–1960 Teatr Klasyczny, Warszawa stanowisko: aktorka
1960–1961 Teatr im. Stefana Jaracza, Olsztyn-Elbląg stanowisko: aktorka
1974–1974 Teatr Polski, Bielsko-Biała stanowisko: aktorka
1975–1977 Teatr Dramatyczny, Elbląg stanowisko: aktorka
1977–1978 Teatr Dramatyczny, Legnica stanowisko: aktorka

## Filmografia
- 1962: O dwóch takich, co ukradli księżyc – Placek (głos)
- 1977: Wielka podróż Bolka i Lolka – Lolek (głos)
- 1979: Strachy
- 1983: Szkoda twoich łez
- 1987: Rzeka kłamstwa (odc. 4)
- 2007: M jak miłość – babcia Bogusia (odc. 550)

## Dubbing
- 1958: Więźniowie Lamparciego Jaru – Szuszik
- 1960: Przygody Hucka – Joanna
- 1961: Ulica Andrzeja Krutikowa – Tania Sinicyna
- 1962: Cudowna podróż – Nils
- 1962: Sztubackie kłopoty – Bobes
- 1963: Mój przyjaciel delfin – Sandy Ricks
- 1963: Powodzenia chłopcze – Rozle
- 1964: Bajka o Mrozie Czarodzieju – Nastia
- 1964: Piotruś partyzant
- 1965: Droga Brigitte – Virna Leaf
- 1965: Listek figowy – Sekretarka Ilonka
- 1967: Skradziony balon – Piotr
- 1976: Podróż kota w butach – Mały